# Ophryotrocha puerilis
Ophryotrocha puerilis är en ringmaskart som beskrevs av Jean Louis René Antoine Édouard Claparède och Metschnikow 1869. Ophryotrocha puerilis ingår i släktet Ophryotrocha och familjen Dorvilleidae. Arten är reproducerande i Sverige. Utöver nominatformen finns också underarten O. p. siberti.